# Bitwa o Fort Henry

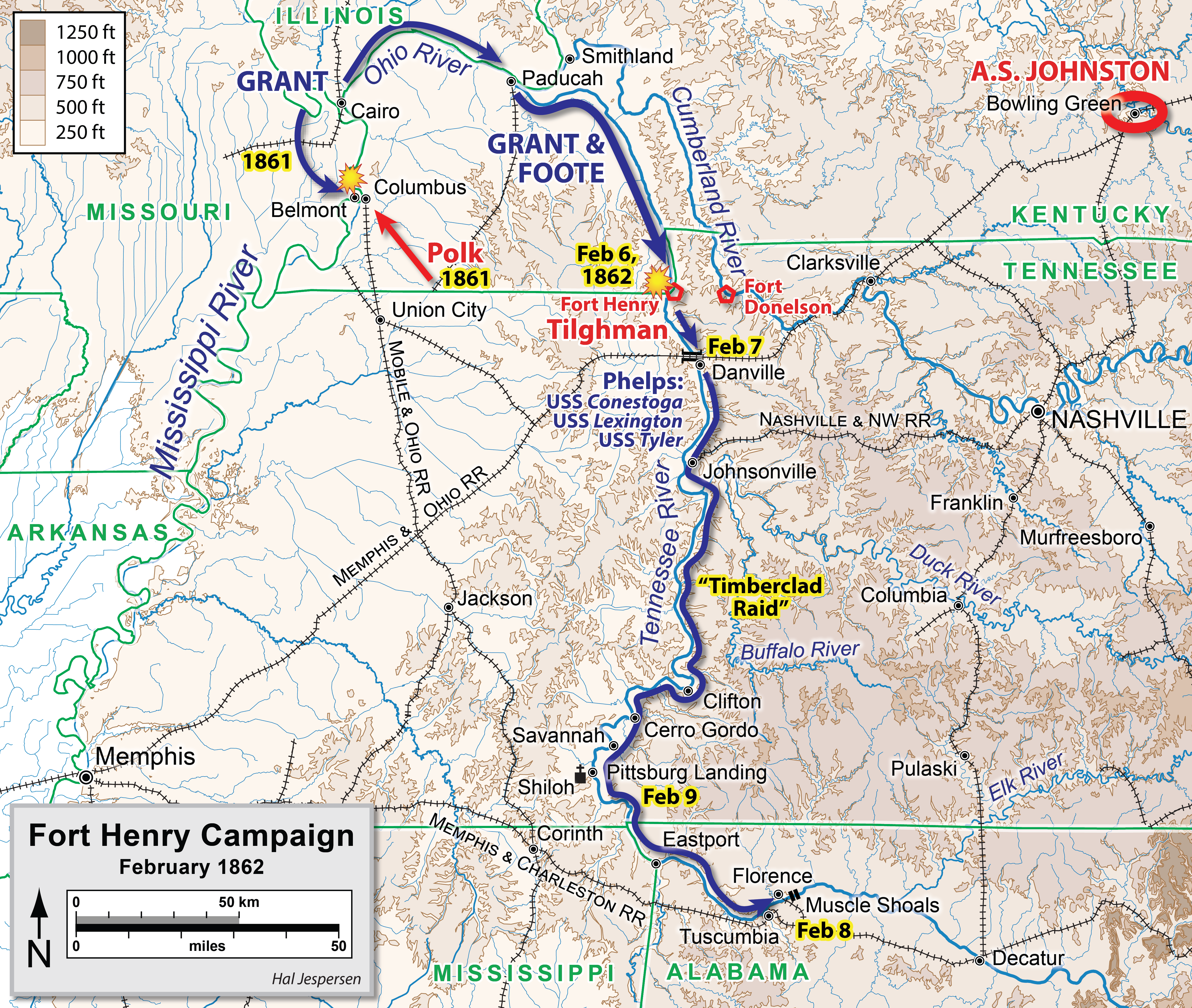
Działania przeciwko fortom Henry i Donelson

Bitwa o Fort Henry – starcie zbrojne, które miało miejsce 6 lutego 1862 roku na zachodnim teatrze działań w czasie wojny secesyjnej w Stanach Zjednoczonych. Operacja rozpoczęła kampanię podczas której wojska Unii pod dowództwem generała Ulyssesa Granta wkroczyły do Tennessee.

## Siły
Siły Unii składały się z korpusu gen. Granta w składzie ok. 17.000 żołnierzy, wspieranego przez Zachodnią Flotyllę Kanonierek komodora Andrew Foote'a, w składzie 7 kanonierek, w tym 4 pancernych ("Cincinnati" - okręt flagowy, "Essex", "Carondelet", "St. Louis") i 3 osłoniętych drewnem, tzw. timberclads (USS "Lexington", "Tyler", "Saratoga"). Flotylla Unii, wraz z transportowcami wojska, wyruszyła 2 lutego z Cairo.
Budowę fortu Henry konfederaci rozpoczęli w maju 1861. Umieszczony był na niskim wschodnim brzegu rzeki Tennessee. Był to fort polowy o nieregularnym narysie (poligonalnym), z czterema redanami, otoczony fosą, dostępny przez most zwodzony i groblę od południowo-zachodniej kurtyny. Uzbrojenie fortu składało się tylko z 17 dział (inne dane: 16), z czego tylko 9 zdolnych do akcji było skierowanych w stronę rzeki. Działa były ustawione za wałem ziemnym (przedpiersiem), który między nimi był podwyższony workami z piaskiem. Fort obsadzony był jedynie przez 100 artylerzystów, gdyż dowódca - generał Lloyd Tilghman wycofał przed bitwą resztę garnizonu w kierunku lepiej usytuowanego Fortu Donelson (początkowo znajdowało się tam ok. 2600 obrońców). Na skutek wezbrania rzeki Tennessee, przed bitwą fort zaczął być częściowo zalewany. W okolicy fortu konfederaci zakotwiczyli na rzece kilkanaście min, lecz nie okazały się one efektywne, gdyż część zerwała się lub zatonęła na skutek wezbrania wody, a część została wyłowiona przez jednostki Unii.

## Bitwa
Akcja przeciwko Fortowi Henry miała być przeprowadzona jako połączony atak z siłami lądowymi gen. Granta, przewożonymi na statkach, które miały wysadzić żołnierzy 1. dywizji, po czym popłynąć po 2. dywizję. Lądowanie żołnierzy na północnym brzegu rzeki, kilka mil poniżej fortu, miało miejsce 4 lutego. Atak wyznaczono na 6 lutego. Wskutek jednak rozmokniętych po deszczach bagnistych gruntów, siły lądowe nie dotarły na czas i fort został zaatakowany tylko z wody. Główny ciężar walki spoczął na czterech pancernych kanonierkach, atakujących w szyku czołowym, wspieranych przez trzy drewniane timberclads, które rozpoczęły ostrzał ok. godziny 12.30.
Bitwa zakończyła się zdecydowanym zwycięstwem Unii. Niedogodne położenie fortu, który usytuowany był bardzo nisko nad powierzchnią rzeki, utrudniało skuteczny ostrzał wrogich okrętów na rzece. Po godzinnej walce dowódca fortu, uznał, że obrona fortu nie ma sensu i o 13.35 fort opuścił flagę i poddał się. Generał Tilghman i 80 ocalałych żołnierzy dostało się do niewoli.  Według konfederatów, szczególnie skuteczny był ostrzał kanonierki "Carondelet". Okręty Unii zostały trafione 59 razy, ogień obrońców najpoważniej uszkodził "Essex", na którym rozbity został kocioł i 2 ludzi zginęło, a 29 zostało rannych. Siły Granta dotarły do fortu dopiero ok. 15. Siły Unii przemianowały później fort na cześć zdobywcy na Fort Foote.

## Po bitwie
Po kapitulacji fortu trzy drewniane kanonierki pod dowództwem kapitana (Lieutenant) Setha Phelpsa popłynęły w górę Tennessee, rozpoczynając dwustukilometrowy rajd w głąb terenów Konfederacji. Zespół kanonierek dotarł aż do Florence w stanie Alabama, a oddziały desantowe z okrętów niszczyły po drodze sprzęt wojenny, przybrzeżne zakłady i towary zgromadzone w magazynach oraz tory kolejowe. Zdobyto trzy statki: "Sallie Wood", "Muscle" (następnie zatonął) oraz "Eastport"; ten ostatni będący w trakcie przebudowy na konfederacki okręt pancerny 
Sześć dalszych statków spalili konfederaci, nie mogąc ich wycofać ("Samuel Orr", "Appleton Belle" i "Lynn Boyd" 7 lutego u ujścia Duck River, "Julius Smith", "Time", "Sam Kirkman" w Florence). We Florence dalszy pochód został zatrzymany przez most kolejowy i płycizny dalej na rzece; na prośbę mieszkańców miasta, Phelps zdecydował nie niszczyć mostu. W drodze powrotnej, oddział desantowy z okrętów rozproszył obóz konfederatów pod Savannah, zdobywając nieco broni.
Sukces pozwolił Grantowi wyruszyć w głąb stanu i zaatakować tydzień później Fort Donelson.